# Autobiografía de Manuel Belgrano
La autobiografía de Manuel Belgrano  fue escrita en 1814. Forma parte de sus Memorias y fue publicado por primera vez por Bartolomé Mitre en 1877 como parte del libro Historia de Belgrano y de la Independencia Argentina. La segunda parte de los Memorias trata de la expedición al Paraguay y la tercera y última con la Batalla de Tucumán, siendo incluida en las Memorias póstumas de José María Paz en 1855.

## Historia de los documentos
Según Bartolomé Mitre el manuscrito original de alguna forma llegó a manos de Bernardino Rivadavia, quien lo conservó «entre sus papeles hasta 1841, época á que pasó á poder de D. Florencio Varela». El manuscrito original luego fue extraviado.
Las últimas dos partes fueron incluidas como apéndices al final del Primer Tomo de las Memorias póstumas en 1855. Se justifica su inclusión por haber inspirado a Paz escribir sus memorias. Al comienzo del libro se lee: «La lectura del fragmento de una Memoria sobre la batalla de Tucumán, escrita por el virtuoso y digno general Belgrano, me ha hecho recordar aquellos hechos de que fui testigo y actor… y excitado el deseo de hacer sobre ella algunas observaciones y, si me fuese posible, concluirla.»
La primera parte de la Autobiografía fue publicada como Apéndice del Primer Tomo de la célebre obra de Mitre “Historia de Belgrano y de la Independencia Argentina” en 1857.

## El contenido
La obra comienza con una reflexión sobre la vida pública y sus consecuencias. Como hombre público reconoce que servirá de ejemplo a generaciones futuras bajo la premisa de que «los hombres públicos, sea cual fuere, debe siempre presentarse, ó para que sirva de ejemplar que se imite, ó de una lección que retraiga de incidir en sus defectos». También reconoce que su imagen podrá estar sujeta a la manipulación mediática y a calumnias y difamaciones por lo que decide ponerse «a cubierto de la maledicencia».
Belgrano describe la frustración que experimentó ante la constante resistencia de la Monarquía española a los cambios que promovió desde el Consulado de Comercio de Buenos Aires. También lamenta la actitud de la mayoría de los comerciantes, que él consideraba estaban más interesados en obtener altos beneficios que en la prosperidad de la tierra. Sin embargo, Belgrano no apoyó el independentismo para entonces, y durante las invasiones británicas apoyó la monarquía española. Su perspectiva cambió con la invasión de España por Francia durante la Guerra Española, y Belgrano consideró esa oportunidad como una intervención divina. A partir de ese momento, todas sus acciones, desde el apoyo al Carlotismo hasta la defensa de Santiago de Liniers, fueron motivadas por la prosperidad e independencia de la población local.